# Hånuten, Antarktis
Hånuten är en bergstopp i Antarktis. Den ligger i Östantarktis. Norge gör anspråk på området. Toppen på Hånuten är 2 885 meter över havet.
Terrängen runt Hånuten är huvudsakligen kuperad, men åt nordväst är den platt. Trakten är obefolkad. Det finns inga samhällen i närheten. 